# Lambdina incongruaria
Lambdina incongruaria är en fjärilsart som beskrevs av George Duryea Hulst 1887. Lambdina incongruaria ingår i släktet Lambdina och familjen mätare. Inga underarter finns listade i Catalogue of Life.